# Eddie Nketiah
Eddie Nketiah, właśc. Edward Keddar Nketiah (ur. 30 maja 1999 w Londynie) – angielski piłkarz pochodzenia ghańskiego występujący na pozycji napastnika w angielskim klubie Crystal Palace.

## Życiorys
W czasach juniorskich trenował w zespołach: Hillyfielders, Chelsea F.C. (2008–2015) i Arsenal F.C. (2015–2019). 4 marca 2018 w barwach Arsenalu zadebiutował w Premier League – miało to miejsce w przegranym 1:2 meczu z Brighton & Hove Albion F.C.. Grał w nim od 83. minuty, gdy zastąpił Henricha Mychitariana. W 2019 roku został na stałe włączony do pierwszego zespołu. 12 maja 2019 w wygranym 2:1 spotkaniu z Burnley F.C. zdobył debiutanckiego gola w lidze. Od 8 sierpnia 2019 do 1 stycznia 2020 przebywał na wypożyczeniu w Leeds United F.C.. 30 sierpnia 2024 roku podpisał 5-letni kontrakt z klubem Crystal Palace F.C.

## Sukcesy

### Arsenal
- Puchar Anglii: 2019/2020
- Tarcza Wspólnoty: 2020, 2023

### Leeds United
- Mistrzostwo EFL Championship: 2019/2020